# Montgellafrey
Montgellafrey är en kommun i departementet Savoie i regionen Auvergne-Rhône-Alpes i sydöstra Frankrike. Kommunen ligger i kantonen La Chambre som tillhör arrondissementet Saint-Jean-de-Maurienne. År 2018 hade Montgellafrey 87 invånare.

## Befolkningsutveckling
Antalet invånare i kommunen Montgellafrey
| Referens: INSEE |